# 계원필경
계원필경(桂苑筆耕) 또는 계원필경집(桂苑筆耕集)은 남북국 시대 신라 말의 고운(孤雲) 최치원(崔致遠)이 지은 한시문집으로, 879년에 완성되었다. 최치원은 일찍이 중국 당(唐)으로 유학하여 관리가 되었고 이때 집필한 여러 시문 작품을 신라로 돌아온 뒤인 886년에 책으로 엮어 왕에게 헌상하였다.
한국에 현존하는 가장 오래된 개인 문집으로, 대부분 최치원 자신이 관리로 있으면서 작성한 공식 문서 즉 표(表), 장(狀), 계(啟), 격(檄), 서신(書信) 등의 문장에는 당 말기의 여러 중요한 사건과 인물들을 다루고 있어 당 말기의 역사를 연구하는 데에 부족하거나 잘못된 부분을 보충해줄 중요한 사료로 꼽힌다.
20권 4책으로 서울대학교 규장각에 소장되어 있으며, 표(表)·장(狀)·격(檄)·서(書)·위곡(委曲)·거첩(擧牒)·재사(齋詞)·제문(祭文)·소계장(疏啓狀)·잡서(雜書)·시(詩) 등이 수록되어 있다.

## 편찬 경위

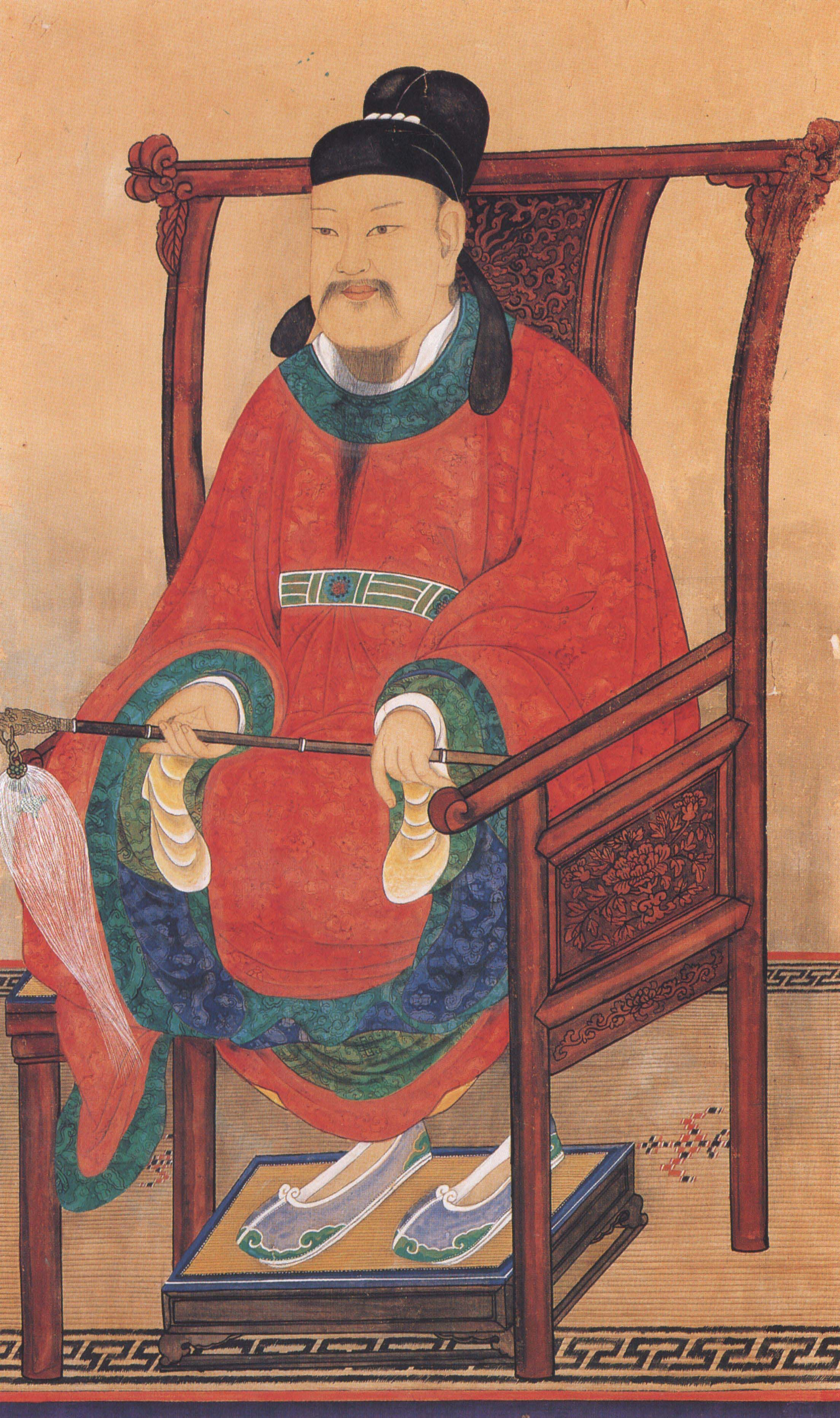
최치원

저자 최치원은 868년에 12세의 나이로 당에 건너가 과거에 급제하고, 관료 생활을 거쳐 28세가 되던 884년에 신라로 돌아왔다.
《계원필경》 서문에는 그 편찬 과정이 상세히 서술되어 있는데, 당의 수도 장안(長安)에서 학문을 익히면서 처음으로 글을 쓰기 시작하여, 빈공진사과에 급제한 뒤에는 낙양(洛陽)을 돌아다니면서 “붓으로 먹고 살게 되어서는 마침내 부 5수와 시 100수, 잡시부 30수 등을 지어 모두 3편을 이루었다”(筆作飯囊，遂有賦五首，詩一百首，雜詩賦三十首，共成三篇)고 한다. 표수현위(溧水縣尉)로 나아가 셈이 좀 펴게 되면서 다시 공적으로, 사적으로 지었던 글을 모아 다섯 권의 문집을 엮었다(이것은 훗날 《중산복궤집》이라는 이름이 붙게 됨). 회남절도사(淮南節度使) 고병(高駢)의 막부(幕府)에서 종사관을 맡아 여러 일이 번다한 와중에도 글을 지어 4년 동안 1만 수의 작품을 썼다.
884년에 당의 국신사(國信使) 자격으로 신라로 돌아온 최치원은 당에서 자신이 쓴 작품을 정리하여, 회남절도사의 막부 종사관으로 있던 시절의 글을 20권으로 엮어, ‘사부금체부(私試今體賦) 5수’(1권), ‘오언칠언금체시(五言七言今體詩) 모두 1백 수’(1권), ‘잡시부(雜詩賦) 모두 30수’(1권), 그리고 표수현위로 있을 때에 지은 글을 엮은 《중산복궤집》(中山覆簣集)(5권)과 함께 886년 1월에 헌강왕(憲康王)에게 헌상하였다.
20권으로 엮은 문집에는 ‘계원필경’이라는 이름이 붙었는데, ‘계원’(桂苑)이란 문장가들이 모인 곳(문단)을 말하며, ‘필경’(筆耕)은 융막에 거주하며 붓으로 농사를 지어(=글을 쓰는 일을 하며) 먹고 살았다는 데서 붙인 이름이다. 최치원은 이 문집들을 왕에게 바치고, 관직에 중용되기를 구했다.

## 판본
오대(五代) 시대의 《구당서》(舊唐書) 예문지(藝文志)에도 《계원필경》의 이름이 언급되고 있어 중국에도 어느 정도 알려졌음을 알 수 있다. 
《계원필경》은 한국에서 여러 차례 간행되었는데, 《조선왕조실록》에는 태종(太宗) 12년(1412년) 충주(忠州)의 사고(史庫)에 보관되어 있던 책들을 왕에게 바치도록 할 때 《계원필경》이 포함되어 있었고 단종(端宗) 1년(1453년) 승정원(承政院)과 의정부(議政府)에서 《계원필경》을 간행할 것을 명하였다는 기록이 나온다.
한국에 남아 있는 다섯 종의 《계원필경》 판본은 모두 조선 후기에서 일제 초기에 걸쳐 간행된 것이다. 그 중 간행 시기가 분명한 것은 세 가지로, 순조(純祖) 34년(1834년) 2월부터 9월까지, 호남관찰사(湖南觀察使)로 재직하고 있던 서유구(徐有榘)가 홍석주(洪奭周)의 요청으로 홍석주의 집안에서 소장해 오던 《계원필경》을 교감하고 전주(全州)에서 취진자(聚珍字)로 간행하여 태인(泰仁)의 무성서원과 합천(陜川)의 가야산 해인사(海印寺)에 나누어 보관하게 한 것이다. 《오주연문장전산고》의 저자 이규경도 교정에 참가하였다. 
순조 34년에 간행한 《계원필경》 간행본은 전하지 않지만, 이 판본을 바탕으로 정리한 10행 20자의 정리자본(20권 4책)이 서울대학교 규장각(규4220)과 국립중앙도서관, 한국학중앙연구원 장서각에 소장되어 있으며, 현존 《계원필경》의 판본 가운데 가장 정확한 판본으로 꼽힌다.

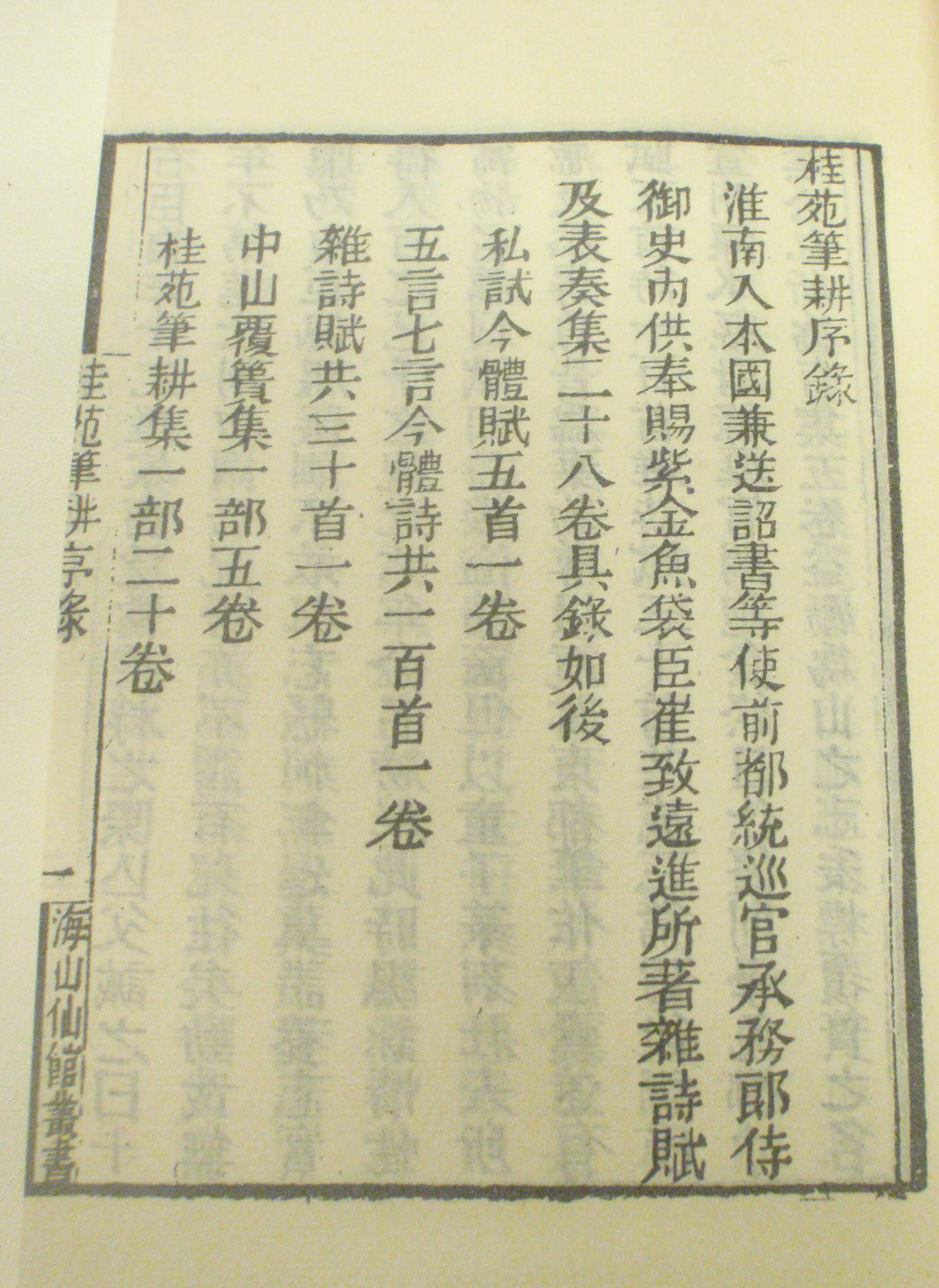
청조 반사성의 《해산선관총서》(海山仙館叢書)에 실린 《계원필경집》

중국에서는 조선에서 《계원필경》의 간행이 있고 13년 뒤인 청(淸) 도광(道光) 27년(1847년) 반사성(潘仕成)이 편찬한 《해산선관총서》(海山仙館叢書)에 《계원필경》의 조선활자본(朝鮮活字本)을 토대로 본서를 수록하였는데, 원문과 대조하여 적지 않은 부분을 고치거나 옮겼다. 이를 '해산선관총서본'(海山仙館叢書本)이라고 한다. 한편 1918년 최치원의 후손 최기호 등이 경주의 이상재(履霜齋, 경주 이씨 문중의 재실)에서 목활자로 다시 《계원필경》을 간행하였는데, 여기에는 최현필이 쓴 소지와 최현달, 최기호의 발문이 각각 덧붙여졌으며, 국립중앙도서관(한46-가142-2)과 고려대, 연세대 중앙도서관에 소장되어 있다. 
1919년 중국의 상무인서관(商務印書館)에서 《사부총간》(四部叢刊)을 간행하면서 '고려구각본'(高麗舊刻本)으로 알려진 《계원필경》을 참고하여 영인하였는데, 일본 국회도서관(國會圖書館)에도 이와 같은 계통의 고려각본(高麗刻本) 《계원필경》이 소장되어 있다.
1930년 8월에 다시 음성의 경주최씨문집발행소에서 최우영이 납으로 만든 신활자를 써서 20권 2책으로 다시 간행하였는데, 사주쌍변반곽 24.6 x 16.7cm로 11행 26자이며 이것은 국립중앙도서관(고3648-문82-68)에 소장되어 있다. 1967년 5월에 최돈식(崔敦息)이 회상사(回想社)에서 후손 최양해(崔穰海)의 중간식(重刊識)을 덧붙이고 토를 달아서 《경학대장》과의 합본으로 간행하였는데, 여기에는 후손 최현필과 최현달이 썼던 구지와 구발이 실려 있다.
일본 쓰시마 향토역사관에는 간행 연대가 확실하지 않은 계원필경 판본이 전하고 있다. 20권 4책의 사주쌍변 반곽 22.4cm x 17.5cm, 10행 20자의 목판본으로, 서문 다음에 '계원필경집 1부 20권 도통순관 시어사 내공봉 최치원 찬'이라는 문구나 목차의 2단 구성, 목차 뒤에 바로 첫 번째 글이 시작되는 것은 1834년본과 같지만, 1918년본처럼 홍석주와 서유구의 서문이 없이 최치원의 서문만을 싣고 권수와 문체 및 글의 편수를 거쳐 목차로 도입하는 등의 순서로 구성되어 있는 것으로 보아, 대체로 1834년에 간행되었던 취진자본을 토대로 1918년 이전에 간행한 것으로 추정된다. 국민대 성곡도서관에도 해당 간행본의 제3책(00064986)이 소장되어 있다.
1972년 6월, 성균관대 대동문화연구원에서 《최문창후전집》을 간행하면서 서유구의 간행본을 바탕으로 전재하였고, 1990년 7월에 재단법인 민족문화추진회(현 한국고전번역원)에서 발간한 표점영인 한국문집총간에도 게재되었다. 1993년 5월에 경인문화사에서 이상재간본을 한국역대문집총서로 영인하여 간행하였다.
2007년 중국 베이징(北京)의 중화서국(中華書局)에서 《계원필경집교주》(桂苑筆耕集校注)를 간행하였다.

## 《계원필경》의 판맷값
조선 명종 9년(1544년)에 편찬된 《고사촬요》 서책시준(書冊市准)에는 당시 유통되던 책들의 가격이 실려 있는데, 순수하게 책의 정가가 아니라 책을 간행해 가는데 필요한 가격을 밝혀 놓은 것이다. 책을 인쇄하기 위해 필요한 종이를 관에 가져오면 관에서 종이와 함께 간행에 동원되는 인원(인쇄공)들에게 지급할 인쇄공임을 받고 책을 인쇄해 주었다는 것으로, 《계원필경》의 경우 간행에 종이 11첩이 들었고 간행에 동원된 인원들에게 지급되는 공임은 면포(棉布) 반 필, 쌀 한 말이었다고 되어 있다. 면포 1필에 약 40,000원, 쌀 1섬(20말)에 약 10만 원이라는 현대 물가로 환산했을 때 《계원필경》의 간행에 요구되는 공임은 종이값을 제외하고 약 25,000원 정도였다고 할 수 있다(여기에 종이값을 포함해 계산하면 책값은 더 늘어나게 된다).

## 같이 보기
- 최치원